# Стериади, Жан Александр
Жан Александр Стериади (рум. Jean Alexandru Steriadi; 29 октября 1880, Бухарест — 23 ноября 1956, Бухарест) — румынский художник, график и литограф.

## Жизнь и творчество
В 1897—1901 годах Ж.Стериади изучает живопись и рисунок и бухарестской Школе изящных искусств (Scoala de Arte Frumoase). Затем, в 1901 году он поступает в Академию художеств в Мюнхене. Здесь он учится под руководством таких мастеров, как Вильгельм фон Диц, Габриэль фон Хакль, Эрнст Нойман и Генрих Вольф. Период с 1903 по 1906 год художник проводит в Париже, где учится в академии Жюлиана в классе Жан-Поля Лорана.
После возвращения на родину Ж.Стериади, в 1906 году, проводит в бухарестском Атенее (Ateneul Roman) свою первую персональную выставку. Позднее был профессором живописи, дизайна и графики в бухарестской Школе изящных искусств, был президентом художественного общества Tinerimea Artistica, избирался в действительные члены румынской Академии.
Ж.Стериади был выдающимся художником-портретистом, оставившим после себя мастерские изображения известных деятелей румынской культуры — поэтов и писателей Александру Мачедонски, Александру Влахуцэ, художника Штефана Лучиана и др. Был также талантливым карикатуристом и мастером литографии. Одной из последних работ художника был автопортрет, законченный в 1956 году.

## Галерея

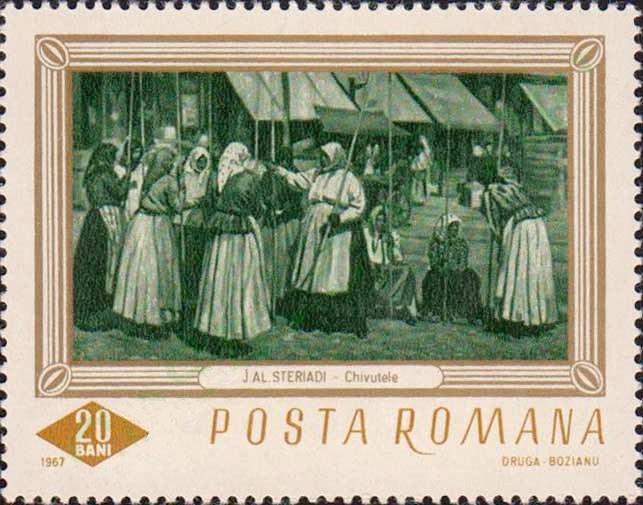
Малярши
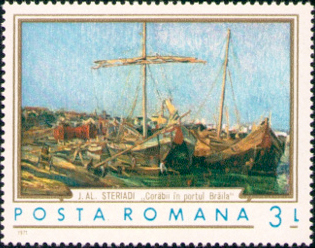
Суда в порту Брэила